# NK Zlatna Luka Sukošan
NK Zlatna Luka je nogometni klub iz mjesta Sukošan u blizini Zadra. 
 
Klub je osnovan 1932. godine. Pred 2. svjetski rat se gasi. Nakon rata, obnavlja djelovanje pod imenom Borac, a od 1956. godine opet nastupa pod imenom Zlatna Luka. 
Trenutačno se natječe u 1. ŽNL Zadarskoj.

## Poveznice
- 1. ŽNL Zadarska
- Dalmatinska liga 1973./74.